# Barbican House
La Barbican House ("Casa Barbican") es una casa del siglo XVI junto al Castillo de Lewes, en Lewes, Sussex Oriental, Inglaterra, Reino Unido. Actualmente, se utiliza como museo y es la sede de la Sociedad Arqueológica de Sussex. La casa está catalogada como un edificio de Grado II*.

## Historia
La Casa Barbican fue construida en el siglo XVI con estructura de madera y cuenta con una chimenea de piedra fechada en 1579. Durante el siglo XVIII, la casa fue ampliada y su fachada remodelada. Actualmente, el edificio consta de tres plantas más un sótano y está principalmente construido en ladrillo rojo. La parte frontal izquierda de la casa da hacia la puerta del Castillo de Lewes. En 1907, un incendio en Lewes High Street que se extendió durante una hora y media fue contenido antes de que pudiera dañar la Casa Barbican. En 1952, el edificio fue catalogado como un inmueble de Grado II*.
El edificio es actualmente la sede de la Sociedad Arqueológica de Sussex, que también gestiona el Museo de la Casa Barbican (también conocido como el Museo de Arqueología de Sussex) en su interior. El museo alberga cerámica proveniente de una excavación en los terrenos de la Abadía de Battle, así como baldosas del suelo del Priorato de Wilmington y azulejos verdes de una propiedad en Rye. El museo relata la historia de la vida en Sussex desde la Edad de Piedra y contiene una maqueta de la aldea de Lewes en la década de 1880.
En 2020, se creyó que el museo estaba en riesgo de cierre debido a la pérdida de ingresos de la Sociedad Arqueológica de Sussex durante la pandemia de COVID-19.